# Association MJC Paris Mercœur
L'association MJC Paris Mercœur est une association d'éducation populaire régie par la loi du 1er juillet 1901 et du décret du 16 août 1901.
Créé, le 10 octobre 1962, à Paris XIe arrondissement, son siège social est situé au 4, rue Mercœur – 75011 Paris.
l'association "Maison des Jeunes et de la Culture - Paris Mercœur" a pour objectif la gestion et le contrôle d'un équipement socio-culturel qui offre à la population, jeunes et adultes, la possibilité de prendre conscience de leurs aptitudes, de développer leur personnalité, de se préparer à devenir des citoyens actifs et responsables d'une société vivante.

## Historique
C'est dans les années 1960, dans un contexte de fort développement urbain et avec la nécessité de répondre aux attentes de la jeunesse que les services de l'État ont planifié la construction d'équipements de quartier, gérés par des associations privées liées à des grands mouvements associatifs souhaitant concrétiser les valeurs de l'éducation populaire. Il s'agissait alors d'accomplir un travail social dans un esprit laïc, c'est-à-dire ouvert à tous, apolitique et républicain. Les lieux d'éducation populaire se devraient de favoriser l'accès à la culture et se voulaient des compléments à l'éducation scolaire et familiale où chacun pouvait progresser à son rythme dans l'activité artistique ou sportive qu'il avait librement choisie.
À la demande d'associations de l'arrondissement, la Ville de Paris construit l'immeuble du 4, rue Mercœur dont elle laisse la gestion à la "M.J.C. Paris-Mercœur", association affiliée à la fédération française des M.J.C. (F.F.M.J.C)
Une convention, reconductible annuellement, est signée avec la Ville de Paris attribuant à l'association des moyens techniques et financiers. L'État, dans le cadre de son Ministère de la Jeunesse et des Sports, met alors en place des agréments, des diplômes professionnels pour les animateurs et impulse des stratégies pour la formation et l'insertion des jeunes. La Confédération des M.J.C., alors F.F.M.J.C., organise la gestion de l'équipement et installe une équipe de direction. C'est la raison pour laquelle la Ville de Paris, le Ministère de la Jeunesse et des Sports et la Confédération sont les trois membres institutionnels et de droit de la M.J.C.

### Chronologie
Depuis les années 1960, plusieurs dates influent sur la croissance de l'association. 
- En 1977, la Mairie de Paris met en place une politique de la jeunesse en s'appuyant sur les équipements de quartier. Le financement municipal s'accroit tandis que celui de l'État s'amenuise.
- En 1989, afin de créer un réseau homogène et dynamique qui puisse être identifié des Parisiens, la Ville de Paris décide de rompre les liens avec les fédérations employeurs et prend à sa charge les professionnels permanents elle crée le label "Centre d'animation" tout en développant des actions à l'échelle municipale ainsi qu’une communication importante.
- En 1999, la Mairie de Paris décide d'appliquer la loi Sapin et lance un appel d'offres pour la gestion des centres d'animation - c'est le passage en Délégation de service public